# Ptiliolum caledonicum
Ptiliolum caledonicum är en skalbaggsart som först beskrevs av Sharp 1871.  Ptiliolum caledonicum ingår i släktet Ptiliolum, och familjen fjädervingar. Arten är reproducerande i Sverige.